# Mauru

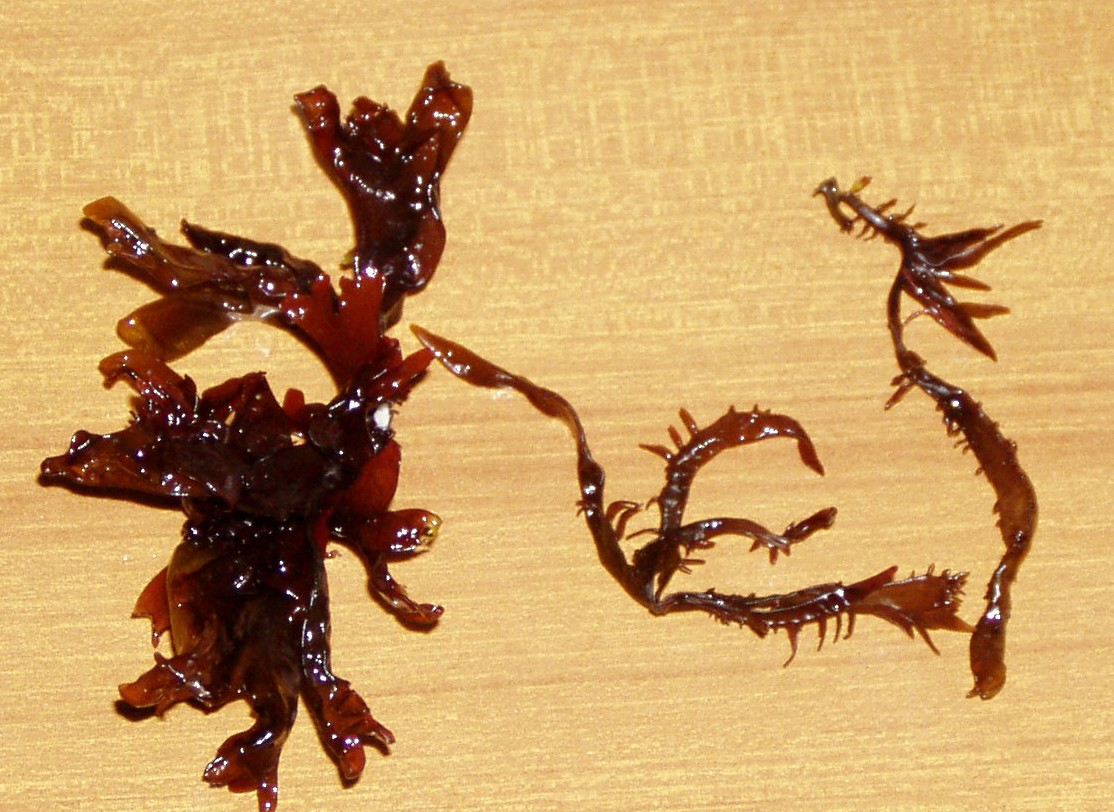
Dettaglio delle alghe

Il mauru (variante dialettale del siciliano màguru che letteralmente significa “magro”) è un piatto tipico della Sicilia orientale (Acireale e Catania principalmente), consistente in un'insalata di alghe rosse commestibili, condite con limone e sale, appartenenti alle specie Chondrus crispus, Calliblepharis jubata, Grateloupia filicina, Gigartina acicularis.